# Perxe del Carrer de Baix
El Perxe del Carrer de Baix és una obra d'Ascó (Ribera d'Ebre) inclosa a l'Inventari del Patrimoni Arquitectònic de Catalunya.

## Descripció
Emplaçat entre el Carrer de Baix i la Plaça de Cal Cavaller.
Petit perxe construït a la planta baixa d'un edifici entre mitgeres de cinc nivells d'alçat fet de tàpia. De forma contrària a l'habitual, l'embigat del sostre és situat de forma paral·lela al sentit del pas, reforçat amb una biga major perpendicular en cada extrem.

## Història
Aquest perxe, situat prop del de Cal Cavaller i de la Baijunga, servia de pas per facilitar la comunicació interna de la Vila de Dins, on residia la comunitat morisca. Es troba construït a la planta baixa d'un edifici entre mitgeres de cinc nivells d'alçat. Està sostingut per un embigat paral·lel al carrer, que descansa sobre dues bigues perpendiculars situades als extrems.